# Seljalandsfoss
Seljalandsfoss är ett vattenfall i älven Seljalandsá i kommunen Rangárþing eystra i Suðurland på Island.
Floden Seljalandsá störtar 65 meter  ned mot den tidigare kustlinjen vid Markarfljóts delta, en bit före dess mynning i havet. Vattenfallet ligger, liksom Skógafoss, i närheten av den stora glaciären Eyjafjallajökull, varifrån Seljalandsá får sitt vatten. Seljalandsfoss ligger på gångavstånd från vattenfallet Gljúfrafoss.

## Bildgalleri

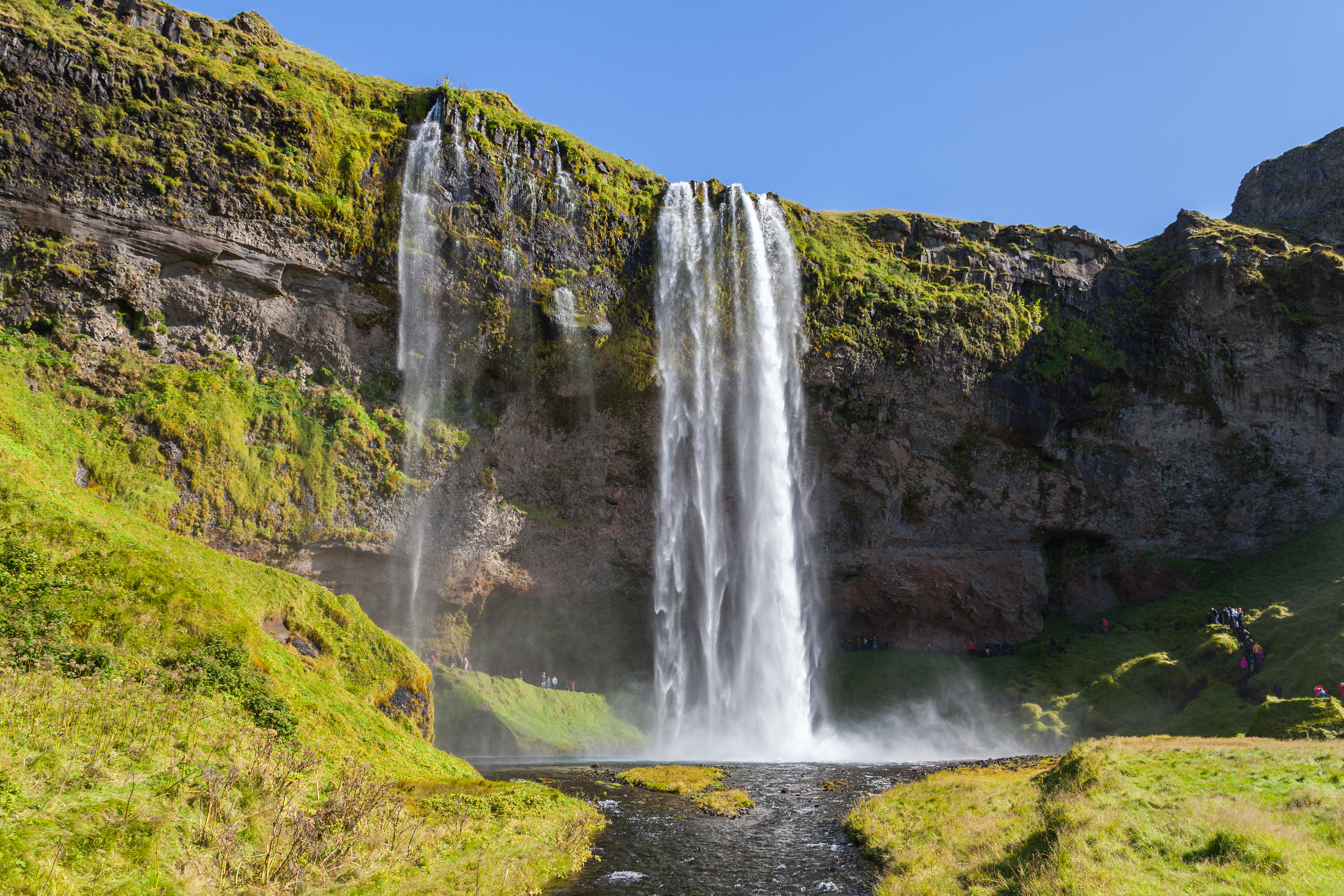
Seljalandsfoss
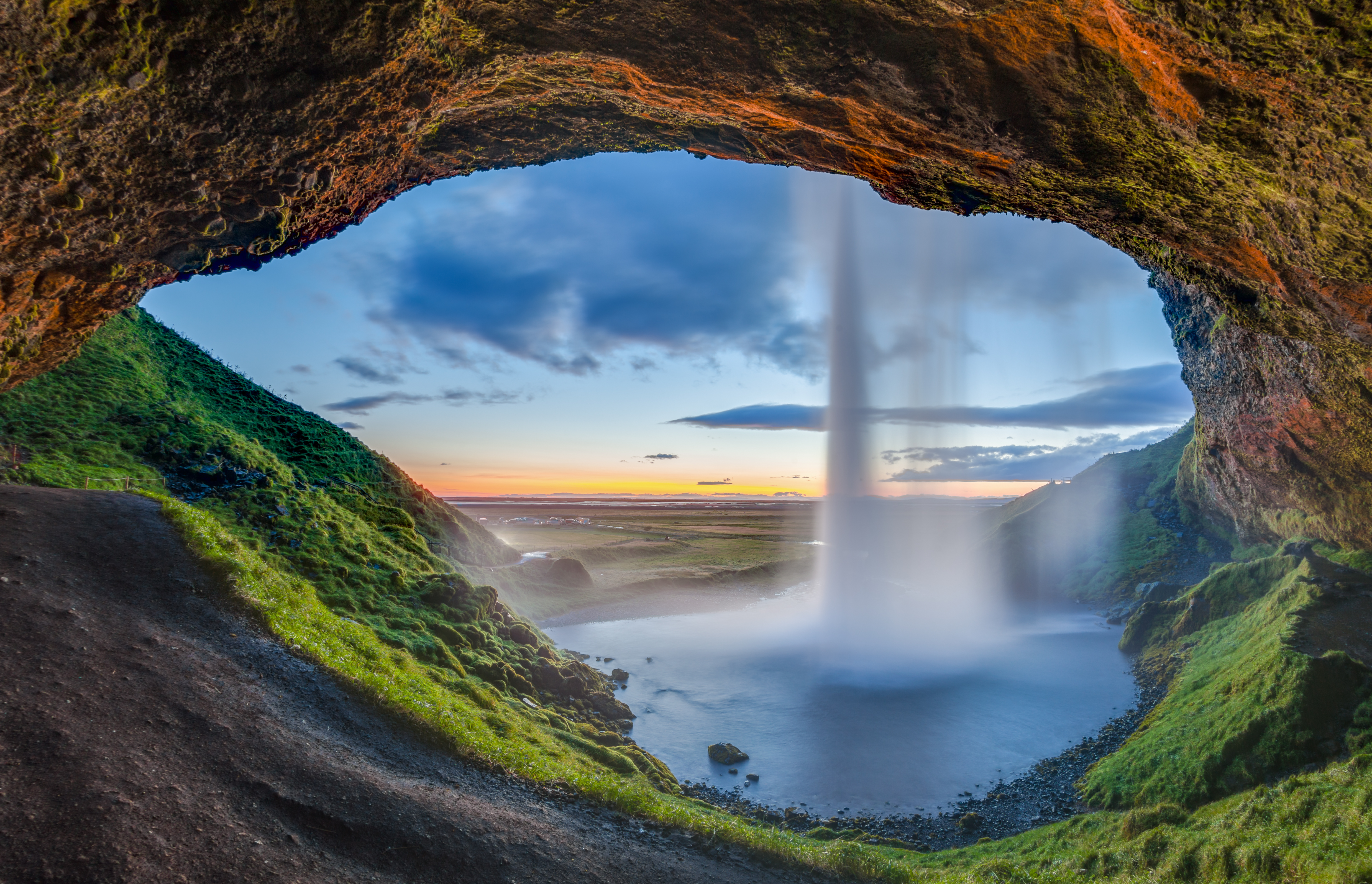
Seljalandsfoss bakifrån
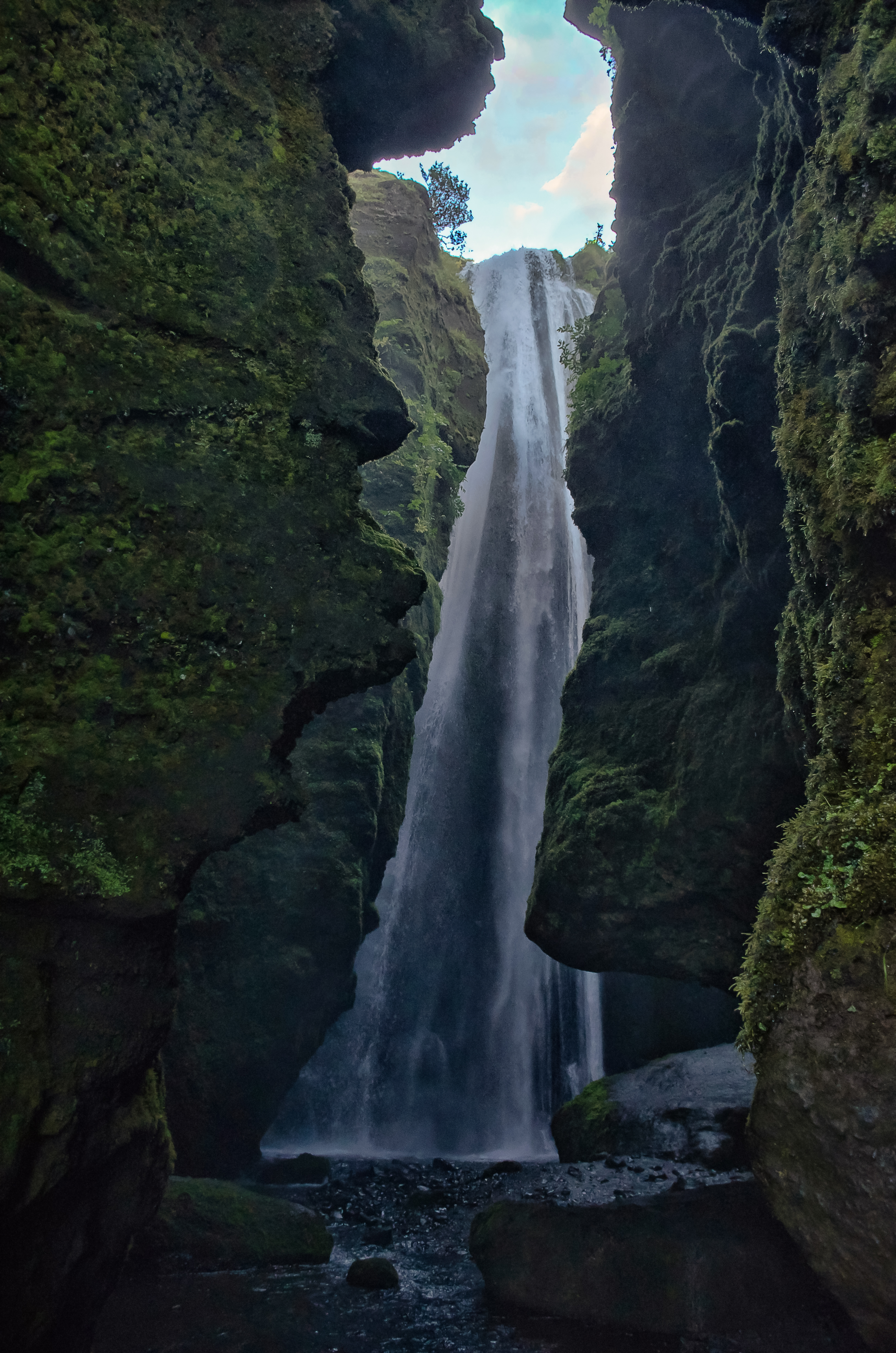
Gljúfrabúi, ett mindre vattenfall väster om Seljalandsfoss